# Pilogalumna ornatula
Pilogalumna ornatula är en kvalsterart som beskrevs av Grandjean 1956. Pilogalumna ornatula ingår i släktet Pilogalumna och familjen Galumnidae.

## Underarter
Arten delas in i följande underarter:
- P. o. ornatula
- P. o. fayoumensis